# Lili Frohlich-Bume
Lili Frohlich-Bume, geborene Karoline Bum, (* 14. Mai 1886 in Wien; † November 1981 in Camberwell, London) war eine österreichisch-britische Kunsthistorikerin, Kunsthändlerin und Kunstkritikerin.

## Leben
Lili Bum, Tochter des Rechtsanwalts Ernst Bum (1855–1927), besuchte ein privates Mädchengymnasium in Wien und legte das Abitur 1906 am Ersten Staatsgymnasium in Graz ab. Ab 1906 studierte sie an der Universität Wien Kunstgeschichte, Klassische Archäologie und Philosophie. 1906 wurde sie bei Max Dvořák promoviert.
Danach arbeitete sie für die Internationale Bibliographie der Kunstwissenschaft (Bände 6–8, 1907–09), herausgegeben von ihrem späteren Ehemann Otto Fröhlich (1873–1947), ab 1912 arbeitete sie in dessen Kunsthandlung mit. Von 1923 bis 1934 arbeitete sie für die Graphische Sammlung Albertina, ohne dort jedoch angestellt zu sein. Sie erstellte mit Alfred Stix zwei Bände des Katalogs der italienischen Handzeichnungen.
Nach dem Anschluss Österreichs im März 1938 emigrierte sie im April 1939 aufgrund der Verfolgung als Jüdin mit ihrem kränklichen Ehemann nach London. Dies war nur durch eine „Versorgungsgarantie“ durch Angehörige möglich. In London war sie bis 1948 als Kunsthändlerin tätig und versorgte ihren Ehemann. 1948 wurde sie britische Staatsbürgerin. Ab 1948 schrieb sie Berichte und Artikel zu kunsthistorischen Themen für verschiedene Zeitschriften, ab 1954 berichtete sie bis 1976 für die Weltkunst aus London.

## Veröffentlichungen (Auswahl)
- Andrea Meldolla, genannt Schiavone. In: Jahrbuch der Kunsthistorischen Sammlungen in Wien. Band 31, 1913, S. 137–220 (= Dissertation, Digitalisat).
- Parmigianino und der Manierismus. Schroll, Wien 1921.
- mit Alfred Stix:  Die Zeichnungen der venezianischen Schule (= Beschreibender Katalog der Handzeichnungen in der Graphischen Sammlung Albertina Bd. 1). Schroll, Wien 1926.
- mit Alfred Stix: Die Zeichnungen der toskanischen, umbrischen und römischen Schulen (= Beschreibender Katalog der Handzeichnungen in der graphischen Sammlung Albertina Bd. 3). Schroll, Wien 1932.
- Der Kunsthandel in Berlin zwischen 1917 und 1933. In: DU Oktober 1959, S. 62–70.